# Burn Notice (Fernsehserie)/Episodenliste

Logo zur Serie

Diese Episodenliste enthält alle Episoden der US-amerikanischen Dramaserie Burn Notice, sortiert nach der US-amerikanischen Erstausstrahlung. Von 2007 bis 2013 entstanden sieben Staffeln mit insgesamt 111 Episoden mit einer Länge von jeweils etwa 42 Minuten.

## Übersicht
| Staffel | Episodenanzahl | Erstausstrahlung USA | Erstausstrahlung USA | Deutschsprachige Erstausstrahlung | Deutschsprachige Erstausstrahlung |
| Staffel | Episodenanzahl | Staffelpremiere      | Staffelfinale        | Staffelpremiere                   | Staffelfinale                     |
| ------- | -------------- | -------------------- | -------------------- | --------------------------------- | --------------------------------- |
| 1       | 12             | 28. Juni 2007        | 20. September 2007   | 28. September 2009                | 14. Dezember 2009                 |
| 2       | 16             | 10. Juli 2008        | 5. März 2009         | 21. Dezember 2009                 | 12. April 2010                    |
| 3       | 16             | 4. Juni 2009         | 4. März 2010         | 8. November 2010                  | 21. Februar 2011                  |
| 4       | 18             | 3. Juni 2010         | 16. Dezember 2010    | 24. September 2012                | 4. Februar 2013                   |
| Film    | Film           | 17. April 2011       | 17. April 2011       |                                   |                                   |
| 5       | 18             | 23. Juni 2011        | 15. Dezember 2011    | 11. Februar 2013                  | 24. Juni 2013                     |
| 6       | 18             | 14. Juni 2012        | 20. Dezember 2012    | 28. Februar 2014                  | 20. Juni 2014                     |
| 7       | 13             | 6. Juni 2013         | 12. September 2013   | 30. Juli 2020                     | 3. September 2020                 |

## Staffel 1
Die Erstausstrahlung der ersten Staffel war vom 28. Juni bis zum 20. September 2007 auf dem US-amerikanischen Kabelsender USA Network zu sehen. Die deutschsprachige Erstausstrahlung sendete der deutsche Free-TV-Sender VOX vom 28. September bis zum 14. Dezember 2009.
| Nr. (ges.) | Nr. (St.) | Deutscher Titel          | Originaltitel   | Erstausstrahlung USA | Deutschsprachige Erstausstrahlung (D) | Regie              | Drehbuch                       |
| ---------- | --------- | ------------------------ | --------------- | -------------------- | ------------------------------------- | ------------------ | ------------------------------ |
| 1          | 1         | Kaltgestellt             | Pilot           | 28. Juni 2007        | 28. Sep. 2009                         | Jace Alexander     | Matt Nix                       |
| 2          | 2         | Ausgetrickst             | Identity        | 5. Juli 2007         | 5. Okt. 2009                          | Rod Hardy          | Matt Nix                       |
| 3          | 3         | Allein gegen das Kartell | Fight or Flight | 12. Juli 2007        | 12. Okt. 2009                         | Colin Bucksey      | Craig O’Neill & Jason Tracey   |
| 4          | 4         | Alte Freunde             | Old Friends     | 19. Juli 2007        | 19. Sep. 2009                         | David Solomon      | Alfredo Barrios jr.            |
| 5          | 5         | Wein und Waffen          | Family Business | 26. Juli 2007        | 26. Okt. 2009                         | Sanford Bookstaver | Matt Nix                       |
| 6          | 6         | Die Jamaika-Gang         | Unpaid Debts    | 2. Aug. 2007         | 2. Nov. 2009                          | Paul Holahan       | Nick Thiel                     |
| 7          | 7         | Schutzgeld               | Broken Rules    | 9. Aug. 2007         | 9. Nov. 2009                          | Tim Matheson       | Mere Smith                     |
| 8          | 8         | Auf der Flucht           | Wanted Man      | 16. Aug. 2007        | 16. Nov. 2009                         | Ken Girotti        | Craig O’Neill & Jason Tracey   |
| 9          | 9         | Der Haussitter           | Hard Bargain    | 23. Aug. 2007        | 23. Nov. 2009                         | John T. Kretchmer  | Alfredo Barrios jr.            |
| 10         | 10        | Eingewickelt             | False Flag      | 13. Sep. 2007        | 30. Nov. 2009                         | Paul Shapiro       | Matt Nix & Ben Watkins         |
| 11         | 11        | Sackgasse – Teil 1       | Dead Drop (1)   | 20. Sep. 2007        | 7. Dez. 2009                          | Jeremiah Chechik   | Craig O’Neill & Jason Tracey   |
| 12         | 12        | Sackgasse – Teil 2       | Loose Ends (2)  | 20. Sep. 2007        | 14. Dez. 2009                         | Stephen Surjik     | Matt Nix & Alfredo Barrios jr. |

## Staffel 2
Die Erstausstrahlung der zweiten Staffel war vom 10. Juli 2008 bis zum 5. März 2009 auf dem US-amerikanischen Kabelsender USA Network zu sehen. Die deutschsprachige Erstausstrahlung sendete der deutsche Free-TV-Sender VOX vom 21. Dezember 2009 bis zum 12. April 2010.
| Nr. (ges.) | Nr. (St.) | Deutscher Titel     | Originaltitel          | Erstausstrahlung USA | Deutschsprachige Erstausstrahlung (D) | Regie               | Drehbuch                               |
| ---------- | --------- | ------------------- | ---------------------- | -------------------- | ------------------------------------- | ------------------- | -------------------------------------- |
| 13         | 1         | Gegenleistung       | Breaking and Entering  | 10. Juli 2008        | 21. Dez. 2009                         | Paul Holahan        | Matt Nix                               |
| 14         | 2         | Schnee in Miami     | Turn and Burn          | 17. Juli 2008        | 28. Dez. 2009                         | John Kretchmer      | Alfredo Barrios jr.                    |
| 15         | 3         | Abgezockt           | Trust Me               | 24. Juli 2008        | 4. Jan. 2010                          | Paul Holahan        | Craig O’Neill & Jason Tracey           |
| 16         | 4         | Knastbrüder         | Comrades               | 31. Juli 2008        | 11. Jan. 2010                         | John Kretchmer      | Matt Nix & Jason Ning                  |
| 17         | 5         | Panzerknacker       | Scatter Point          | 7. Aug. 2008         | 18. Jan. 2010                         | Rod Hardy           | Ben Watkins                            |
| 18         | 6         | Böses Blut          | Bad Blood              | 14. Aug. 2008        | 25. Jan. 2010                         | Bronwen Hughes      | Matt Nix & Rashad Raisani              |
| 19         | 7         | Bittere Pillen      | Rough Seas             | 21. Aug. 2008        | 1. Feb. 2010                          | Jeremiah Chechik    | Alfredo Barrios jr. & Michael Horowitz |
| 20         | 8         | Doppelt hält besser | Double Booked          | 11. Sep. 2008        | 8. Feb. 2010                          | Tim Matheson        | Craig O’Neill & Jason Tracey           |
| 21         | 9         | Lebensmüde          | Good Soldier           | 18. Sep. 2008        | 15. Feb. 2010                         | Jeff Freilich       | Alfredo Barrios jr.                    |
| 22         | 10        | Lockvogel           | Do No Harm             | 22. Jan. 2009        | 22. Feb. 2010                         | Matt Nix            | Matt Nix                               |
| 23         | 11        | Entflammt           | Hot Spot               | 29. Jan. 2009        | 1. März 2010                          | Stephen Surjik      | Ben Watkins                            |
| 24         | 12        | Kunststück          | Seek and Destroy       | 5. Feb. 2009         | 8. März 2010                          | Scott Peters        | Rashad Raisani                         |
| 25         | 13        | Bankenkrise         | Bad Breaks             | 12. Feb. 2009        | 15. März 2010                         | John Kretchmer      | Michael Horowitz                       |
| 26         | 14        | Der Haiti-Clan      | Truth & Reconciliation | 19. Feb. 2009        | 22. März 2010                         | Ernest R. Dickerson | Alfredo Barrios jr.                    |
| 27         | 15        | Die Rivalin         | Sins of Omission       | 26. Feb. 2009        | 29. März 2010                         | Dennie Gordon       | Craig O’Neill & Jason Tracey           |
| 28         | 16        | Freier Fall         | Lesser Evil            | 5. März 2009         | 12. Apr. 2010                         | Tim Matheson        | Matt Nix                               |

## Staffel 3
Die Erstausstrahlung der dritten Staffel war vom 4. Juni 2009 bis zum 4. März 2010 auf dem US-amerikanischen Kabelsender USA Network zu sehen. Die deutschsprachige Erstausstrahlung sendete der deutsche Free-TV-Sender VOX vom 8. November 2010 bis zum 21. Februar 2011.
| Nr. (ges.) | Nr. (St.) | Deutscher Titel    | Originaltitel      | Erstausstrahlung USA | Deutschsprachige Erstausstrahlung (D) | Regie                 | Drehbuch                                    |
| ---------- | --------- | ------------------ | ------------------ | -------------------- | ------------------------------------- | --------------------- | ------------------------------------------- |
| 29         | 1         | Freischwimmer      | Friends and Family | 4. Juni 2009         | 8. Nov. 2010                          | Tim Matheson          | Matt Nix                                    |
| 30         | 2         | Riskantes Verhör   | Question & Answer  | 11. Juni 2009        | 15. Nov. 2010                         | John T. Kretchmer     | Alfredo Barrios                             |
| 31         | 3         | Zahn um Zahn       | End Run            | 18. Juni 2009        | 22. Nov. 2010                         | Dennie Gordon         | Craig O’Neill                               |
| 32         | 4         | In der Schusslinie | Fearless Leader    | 25. Juni 2009        | 29. Nov. 2010                         | John T. Kretchmer     | Michael Horowitz                            |
| 33         | 5         | Der Alien-Code     | Signals and Codes  | 9. Juli 2009         | 6. Dez. 2010                          | Jeremiah Chechik      | Jason Tracey                                |
| 34         | 6         | Treibjagd          | The Hunter         | 16. Juli 2009        | 13. Dez. 2010                         | Bryan Spicer          | Handlung: Ryan Johnson Schauspiel: Lisa Joy |
| 35         | 7         | Kugelhagel         | Shot in the Dark   | 23. Juli 2009        | 20. Dez. 2010                         | Ernest R. Dickerson   | Ben Watkins                                 |
| 36         | 8         | Datenklau          | Friends Like These | 30. Juli 2009        | 27. Dez. 2010                         | Félix Enríquez Alcalá | Rashad Raisani                              |
| 37         | 9         | Irisches Blut      | Long Way Back      | 6. Aug. 2009         | 3. Jan. 2011                          | Jeff Freilich         | Craig O’Neill                               |
| 38         | 10        | Heißes Pflaster    | A Dark Road        | 21. Jan. 2010        | 10. Jan. 2011                         | John T. Kretchmer     | Matt Nix                                    |
| 39         | 11        | Robin Hood         | Friendly Fire      | 28. Jan. 2010        | 17. Jan. 2011                         | Terry Miller          | Alfredo Barrios                             |
| 40         | 12        | Durch die Blume    | Noble Causes       | 4. Feb. 2010         | 24. Jan. 2011                         | Michael Zinberg       | Ben Watkins                                 |
| 41         | 13        | Enge Feinde        | Enemies Closer     | 11. Feb. 2010        | 31. Jan. 2011                         | Kevin Bray            | Jason Tracey                                |
| 42         | 14        | Tödlicher Stoff    | Partners In Crime  | 18. Feb. 2010        | 7. Feb. 2011                          | Dirk Craft            | Michael Horowitz                            |
| 43         | 15        | Racheengel         | Good Intentions    | 25. Feb. 2010        | 14. Feb. 2011                         | Dennie Gordon         | Rashad Raisani                              |
| 44         | 16        | Explosiv           | Devil You Know     | 4. März 2010         | 21. Feb. 2011                         | Matt Nix              | Matt Nix                                    |

## Staffel 4
Die Erstausstrahlung der vierten Staffel war vom 3. Juni bis zum 16. Dezember 2010 auf dem US-amerikanischen Kabelsender USA Network zu sehen. Die deutschsprachige Erstausstrahlung sendete der deutsche Free-TV-Sender VOX vom 24. September 2012. bis zum 4. Februar 2013.
| Nr. (ges.) | Nr. (St.) | Deutscher Titel     | Originaltitel       | Erstausstrahlung USA | Deutschsprachige Erstausstrahlung (D) | Regie            | Drehbuch                       |
| ---------- | --------- | ------------------- | ------------------- | -------------------- | ------------------------------------- | ---------------- | ------------------------------ |
| 45         | 1         | Freiwild            | Friends and Enemies | 3. Juni 2010         | 24. Sep. 2012                         | Tim Matheson     | Matt Nix                       |
| 46         | 2         | Bewährungsprobe     | Fast Friends        | 10. Juni 2010        | 1. Okt. 2012                          | Dennie Gordon    | Rashad Raisani                 |
| 47         | 3         | Mafia-Methoden      | Made Man            | 17. Juni 2010        | 8. Okt. 2012                          | Jeffrey Donovan  | Alfredo Barrios jr.            |
| 48         | 4         | Versenktes Vermögen | Breach of Faith     | 24. Juni 2010        | 15. Okt. 2012                         | Jeremiah Chechik | Ben Watkins                    |
| 49         | 5         | Killerlady          | Neighborhood Watch  | 1. Juli 2010         | 22. Okt. 2012                         | Kevin Bray       | Michael Horowitz               |
| 50         | 6         | Schwertkampf        | Entry Point         | 15. Juli 2010        | 29. Okt. 2012                         | Jeffrey Hunt     | Craig O’Neill                  |
| 51         | 7         | Kalter Krieg        | Past & Future Tense | 22. Juli 2010        | 5. Nov. 2012                          | Jeremiah Chechik | Jason Tracey                   |
| 52         | 8         | Entführt            | Where There’s Smoke | 29. Juli 2010        | 12. Nov. 2012                         | Kevin Bray       | Lisa Joy                       |
| 53         | 9         | Im Auge des Sturms  | Center of the Storm | 6. Aug. 2010         | 19. Nov. 2012                         | Colin Bucksey    | Ryan Johnson & Peter Lalayanis |
| 54         | 10        | Hinter Gittern      | Hard Time           | 13. Aug. 2010        | 26. Nov. 2012                         | Dennie Gordon    | Alfredo Barrios jr.            |
| 55         | 11        | Blinder Fleck       | Blind Spot          | 19. Aug. 2010        | 3. Dez. 2012                          | Michael Smith    | Michael Horowitz               |
| 56         | 12        | Zugzwang            | Guilty as Charged   | 26. Aug. 2010        | 10. Dez. 2012                         | Jeremiah Chechik | Matt Nix                       |
| 57         | 13        | Der Bombenbastler   | Eyes Open           | 11. Nov. 2010        | 17. Dez. 2012                         | Dennie Gordon    | Jason Tracey                   |
| 58         | 14        | Nervengas           | Hot Property        | 18. Nov. 2010        | 7. Jan. 2013                          | Jonathan Frakes  | Rashad Raisani                 |
| 59         | 15        | Unter Brüdern       | Brotherly Love      | 2. Dez. 2010         | 14. Jan. 2013                         | Terry Miller     | Ben Watkins                    |
| 60         | 16        | Tot oder lebendig   | Dead Or Alive       | 9. Dez. 2010         | 21. Jan. 2013                         | Peter Markle     | Lisa Joy                       |
| 61         | 17        | Trumpf im Tresor    | Out Of The Fire     | 16. Dez. 2010        | 28. Jan. 2013                         | Marc Roskin      | Craig O’Neill                  |
| 62         | 18        | Aussichtslos        | Last Stand          | 16. Dez. 2010        | 4. Feb. 2013                          | Stephen Surjik   | Matt Nix                       |

## Film
Die Erstausstrahlung des Fernsehfilms Burn Notice: The Fall of Sam Axe war am 17. April 2011 auf dem US-amerikanischen Kabelsender USA Network zu sehen. Eine deutschsprachige Erstausstrahlung wurde bisher noch nicht gesendet.

## Staffel 5
Die Erstausstrahlung der fünften Staffel war vom 23. Juni 2011 bis 15. Dezember 2011 auf dem US-amerikanischen Kabelsender USA Network zu sehen. Die deutschsprachige Erstausstrahlung sendete der deutsche Free-TV-Sender VOX vom 11. Februar bis zum 24. Juni 2013.
| Nr. (ges.) | Nr. (St.) | Deutscher Titel      | Originaltitel     | Erstausstrahlung USA | Deutschsprachige Erstausstrahlung (D) | Regie               | Drehbuch                       |
| ---------- | --------- | -------------------- | ----------------- | -------------------- | ------------------------------------- | ------------------- | ------------------------------ |
| 63         | 1         | Höhle des Löwen      | Company Man       | 23. Juni 2011        | 11. Feb. 2013                         | Stephen Surjik      | Matt Nix                       |
| 64         | 2         | Verschleppt          | Bloodlines        | 30. Juni 2011        | 18. Feb. 2013                         | Colin Bucksey       | Alfredo Barrios jr.            |
| 65         | 3         | Ausgebootet          | Mind Games        | 7. Juli 2011         | 25. Feb. 2013                         | Scott Peters        | Michael Horowitz               |
| 66         | 4         | Datendiebe           | No Good Deed      | 14. Juli 2011        | 4. März 2013                          | Jeremiah Chechik    | Rashad Raisani & Ben Watkins   |
| 67         | 5         | Koma                 | Square One        | 21. Juli 2011        | 11. März 2013                         | Marc Roskin         | Ryan Johnson & Peter Lalayanis |
| 68         | 6         | Feind meines Feindes | Enemy of My Enemy | 28. Juli 2011        | 18. März 2013                         | Jonathan Frakes     | Jason Tracey                   |
| 69         | 7         | Gotteskrieger        | Besieged          | 4. Aug. 2011         | 25. März 2013                         | Stephen Surjik      | Craig O’Neill                  |
| 70         | 8         | Unter Söldnern       | Hard Out          | 11. Aug. 2011        | 8. Apr. 2013                          | Craig Siebels       | Rashad Raisani                 |
| 71         | 9         | Der Uhrmacher        | Eye for an Eye    | 18. Aug. 2011        | 15. Apr. 2013                         | Jeremiah Chechik    | Michael Horowitz               |
| 72         | 10        | Einer gegen alle     | Army of One       | 25. Aug. 2011        | 22. Apr. 2013                         | Tawnia McKiernan    | Alfredo Barrios jr.            |
| 73         | 11        | Ärger im Paradies    | Better Halves     | 1. Sep. 2011         | 29. Apr. 2013                         | Michael Smith       | Lisa Joy                       |
| 74         | 12        | Teuflische Tricks    | Dead to Rights    | 8. Sep. 2011         | 6. Mai 2013                           | Matt Nix            | Jason Tracey                   |
| 75         | 13        | Virus                | Damned If You Do  | 3. Nov. 2011         | 13. Mai 2013                          | Stephen Surjik      | Matt Nix                       |
| 76         | 14        | Plan B               | Breaking Point    | 10. Nov. 2011        | 27. Mai 2013                          | Renny Harlin        | Ben Watkins & Rashad Raisani   |
| 77         | 15        | Großes Kaliber       | Necessary Evil    | 17. Nov. 2011        | 3. Juni 2013                          | Alfredo Barrios jr. | Craig O’Neill                  |
| 78         | 16        | Quid pro quo         | Depth Perception  | 1. Dez. 2011         | 10. Juni 2013                         | Craig Siebels       | Peter Lalayanis & Ryan Johnson |
| 79         | 17        | Blutdiamanten        | Acceptable Loss   | 8. Dez. 2011         | 17. Juni 2013                         | Jonathan Frakes     | Ben Watkins                    |
| 80         | 18        | Seitenwechsel        | Fail Safe         | 15. Dez. 2011        | 24. Juni 2013                         | Renny Harlin        | Matt Nix                       |

## Staffel 6
Die Erstausstrahlung der sechsten Staffel war vom 14. Juni bis zum 20. Dezember 2012 auf dem US-amerikanischen Kabelsender USA Network zu sehen. Die deutschsprachige Erstausstrahlung sendete der deutsche Free-TV-Sender VOX vom 28. Februar bis zum 20. Juni 2014.
| Nr. (ges.) | Nr. (St.) | Deutscher Titel     | Originaltitel      | Erstausstrahlung USA | Deutschsprachige Erstausstrahlung (D) | Regie               | Drehbuch                                                 |
| ---------- | --------- | ------------------- | ------------------ | -------------------- | ------------------------------------- | ------------------- | -------------------------------------------------------- |
| 81         | 1         | Verbrannte Erde     | Scorched Earth     | 14. Juni 2012        | 28. Feb. 2014                         | Stephen Surjik      | Matt Nix                                                 |
| 82         | 2         | Falsche Verbündete  | Mixed Messages     | 21. Juni 2012        | 7. März 2014                          | Jeffrey Donovan     | Alfredo Barrios jr.                                      |
| 83         | 3         | Todgeweiht          | Last Rites         | 28. Juni 2012        | 14. März 2014                         | Nick Gomez          | Ben Watkins                                              |
| 84         | 4         | Allianzen           | Under the Gun      | 12. Juli 2012        | 21. März 2014                         | Dennie Gordon       | Michael Horowitz                                         |
| 85         | 5         | Doppelschlag        | Split Decision     | 19. Juli 2012        | 28. März 2014                         | Scott Peters        | Ryan Johnson & Peter Lalayanis                           |
| 86         | 6         | Druckwelle          | Shock Wave         | 26. Juli 2012        | 4. Apr. 2014                          | Renny Harlin        | Jason Tracey                                             |
| 87         | 7         | Der Schein trügt    | Reunion            | 2. Aug. 2012         | 11. Apr. 2014                         | Craig Siebels       | Rashad Raisani                                           |
| 88         | 8         | Unter Verschluss    | Unchained          | 9. Aug. 2012         | 25. Apr. 2014                         | Alfredo Barrios jr. | Alfredo Barrios jr.                                      |
| 89         | 9         | Die Bombe tickt     | Official Business  | 16. Aug. 2012        | 2. Mai 2014                           | Jonathan Frakes     | Bridget Tyler                                            |
| 90         | 10        | Das Panama-Komplott | Desperate Times    | 23. Aug. 2012        | 9. Mai 2014                           | Renny Harlin        | Craig O’Neill                                            |
| 91         | 11        | Flucht aus Panama   | Desperate Measures | 8. Nov. 2012         | 16. Mai 2014                          | Stephen Surjik      | Michael Horowitz                                         |
| 92         | 12        | Schützenhilfe       | Means & Ends       | 8. Nov. 2012         | 23. Mai 2014                          | Ron Underwood       | Jason Tracey                                             |
| 93         | 13        | Katz und Maus       | Over the Line      | 15. Nov. 2012        | 30. Mai 2014                          | Marc Roskin         | Ben Watkins                                              |
| 94         | 14        | Kein Entkommen      | Down & Out         | 29. Nov. 2012        | 6. Juni 2014                          | Henry Bronchtein    | Handlung: Daniel Tuch Schauspiel: Daniel Tuch & Matt Nix |
| 95         | 15        | Große Pläne         | Best Laid Plans    | 6. Dez. 2012         | 13. Juni 2014                         | Nick Gomez          | Rashad Raisani                                           |
| 96         | 16        | In der Falle        | Odd Man Out        | 13. Dez. 2012        | 20. Juni 2014                         | Marc Roskin         | Ryan Johnson & Peter Lalayanis                           |
| 97         | 17        | Verraten            | You Can Run        | 20. Dez. 2012        | 20. Juni 2014                         | Nick Gomez          | Craig O’Neill                                            |
| 98         | 18        | Verkauft            | Game Change        | 20. Dez. 2012        | 20. Juni 2014                         | Matt Nix            | Matt Nix                                                 |

## Staffel 7
Die Erstausstrahlung der siebten Staffel war vom 6. Juni bis zum 12. September 2013 auf dem US-amerikanischen Kabelsender USA Network zu sehen.
Nachdem VOX die Ausstrahlung der Serie nach der 6. Staffel beendete, kündigte Nitro am 1. Juli 2020, rund sieben Jahre nach der US-amerikanischen Erstausstrahlung, an, die 7. Staffel synchronisiert zu haben und diese ab dem 30. Juli 2020 auszustrahlen.
| Nr. (ges.) | Nr. (St.) | Deutscher Titel                | Originaltitel         | Erstausstrahlung USA | Deutschsprachige Erstausstrahlung (D) | Regie            | Drehbuch                           |
| ---------- | --------- | ------------------------------ | --------------------- | -------------------- | ------------------------------------- | ---------------- | ---------------------------------- |
| 99         | 1         | Ein neuer Deal                 | New Deal              | 6. Juni 2013         | 30. Juli 2020                         | Stephen Surjik   | Matt Nix                           |
| 100        | 2         | Alte Wunden                    | Forget Me Not         | 13. Juni 2013        | 30. Juli 2020                         | Jeffrey Donovan  | Ben Watkins                        |
| 101        | 3         | Richtungswechsel               | Down Range            | 20. Juni 2013        | 6. Aug. 2020                          | Scott Peters     | Craig O’Neill                      |
| 102        | 4         | Kampfgefährten                 | Brothers In Arms      | 27. Juni 2013        | 6. Aug. 2020                          | Dennie Gordon    | Alfredo Barrios, Jr.               |
| 103        | 5         | Flucht aus Havanna             | Exit Plan             | 11. Juli 2013        | 13. Aug. 2020                         | Marc Roskin      | Michael Horowitz                   |
| 104        | 6         | Das Hacker-Duo                 | All or Nothing        | 18. Juli 2013        | 13. Aug. 2020                         | Jonathan Frakes  | Rashad Raisani                     |
| 105        | 7         | Psychologische Kriegsführung   | Psychological Warfare | 25. Juli 2013        | 20. Aug. 2020                         | Larry Teng       | Ryan Johnson & Peter Lalayanis     |
| 106        | 8         | Im Geheimdienst Ihrer Majestät | Nature of the Beast   | 1. Aug. 2013         | 20. Aug. 2020                         | Tawnia McKiernan | Bridget Tyler                      |
| 107        | 9         | Gift und Gegengift             | Bitter Pill           | 8. Aug. 2013         | 27. Aug. 2020                         | Bill Eagles      | Alfredo Barrios, Jr. & Daniel Tuch |
| 108        | 10        | Im Dilemma                     | Things Unseen         | 15. Aug. 2013        | 27. Aug. 2020                         | Craig Siebels    | Ben Watkins & Craig O’Neill        |
| 109        | 11        | Wendepunkt                     | Tipping Point         | 22. Aug. 2013        | 3. Sep. 2020                          | Scott Peters     | Rashad Raisani & Michael Horowitz  |
| 110        | 12        | Umbruch                        | Sea Change            | 5. Sep. 2013         | 3. Sep. 2020                          | Stephen Surjik   | Ryan Johnson & Peter Lalayanis     |
| 111        | 13        | Die Abrechnung                 | Reckoning             | 12. Sep. 2013        | 3. Sep. 2020                          | Matt Nix         | Matt Nix                           |